# Кампус-Боржис
Кампус-Боржис (порт. Campos Borges)  —  муниципалитет в Бразилии, входит в штат Риу-Гранди-ду-Сул. Составная часть мезорегиона Северо-запад штата Риу-Гранди-ду-Сул. Входит в экономико-статистический  микрорегион Крус-Алта. Население составляет 3724 человека на 2006 год. Занимает площадь 237,293 км². Плотность населения — 15,7 чел./км².

## История
Город основан 13 апреля 1988 года. 

## Статистика
- Валовой внутренний продукт на 2003 составляет 40.412.210,00 реалов (данные: Бразильский институт географии и статистики).
- Валовой внутренний продукт на душу населения на 2003 составляет 10.770,85 реалов (данные: Бразильский институт географии и статистики).
- Индекс развития человеческого потенциала на 2000 составляет 0,760 (данные: Программа развития ООН).

## География
Климат местности: субтропический гумидный.